# Mycetoporus piceolus
Mycetoporus piceolus är en skalbaggsart som beskrevs av Claudius Rey 1882. Mycetoporus piceolus ingår i släktet Mycetoporus, och familjen kortvingar. Arten har ej påträffats i Sverige.